# دریاراه لانگ آیلند

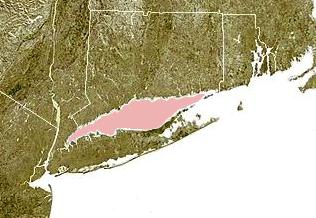
دریاراه لانگ آیلند به رنگ صورتی نشان داده شده است، بین کنتیکت (در شمال) و لانگ آیلند (در جنوب)

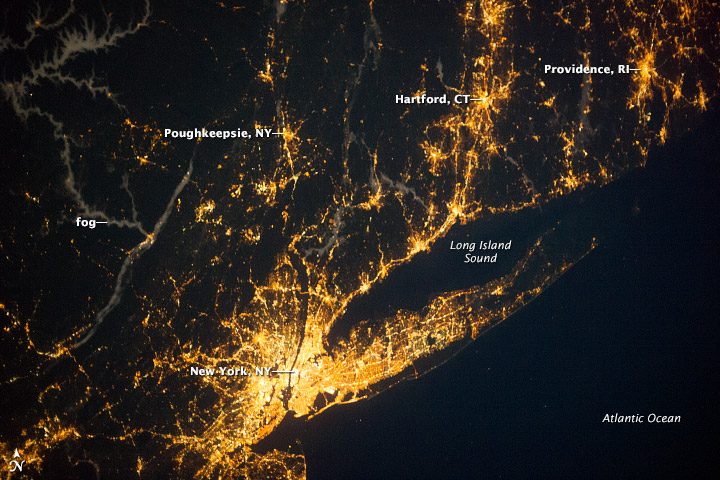
دریاراه لانگ آیلند در شب، از فضا دیده می‌شود

دریاراه لانگ آیلند (به انگلیسی: Long Island Sound) یک دریاراه از اقیانوس اطلس است که در ایالات متحده بین ایالت کنتیکت در شمال و جزیره لانگ آیلند نیویورک در جنوب واقع شده است.
دریاراه لانگ آیلند در انتهای غربی به برانکس و شهرستان وستچستر، نیویورک محدود می‌شود و از طرفی متصل به رودخانه ایست است. در انتهای شرقی آن به دریاراه بلوک آیلند (به انگلیسی: Block Island Sound) باز است.
چندین شهرستان بزرگ در امتداد این دریاراه واقع شده و بیش از ۸ میلیون نفر در پیرامون آن زندگی می‌کنند. شهرستان‌های سمت کنتیکت شامل بریجپورت، نیو لاندن، استمفورد، نورواک و نیوهیون هستند. شهرستان‌های در سمت نیویورک شامل وای، گلن یارو، نیو راشل و بخش‌هایی از شهر نیویورک (کوئینز و برانکس) هستند.